# ALO's Hokuriku
El ALO's Hokuriku (アローズ北陸 Arōzu Hokuriku?) fue un equipo de fútbol de Japón que alguna vez jugó en la Japan Football League, la cuarta liga de fútbol en importancia en el país.

## Historia
Fue fundado en el año 1990 en la ciudad de Toyama en la prefectura de Toyama y su nombre era por Hokuriko (región geográfica) y ALO (diminutivo de antílope) y su propietario era la Hokuriko Electric Power Company, Llegó a la Japan Football League en el año 2000 por primera vez en su historia y tenía a su principal rival al YKK AP, los cuales competían entre sí para ver quien iba a representar a la ciudad de Toyama en la Copa del Emperador.

### Fusión como un Equipo Profesional
El 10 de septiembre de 2007 la Hokuriko Electric Power Company y la YKK decidieron fusionar a sus respectivos equipos para poder lograr el ascenso a la J, League Division 1, logrando el apoyo de 20 compañías de la región de Hokuriko para invertir en el nuevo equipo, así como el apoyo de la prefectura de Toyama. 
La Asociación de Fútbol de Toyama creó la Civic Soccer Club Team of Toyama Prefecture (富山県民サッカークラブチームCivic Soccer Club Team of Toyama Prefecture'?) para dar un mayor apoyo económico al nuevo proyecto. La Japan Football League confirmó que la fusión de ambos equipos se pudo concretar y serían un solo club para la temporada 2008, y el club se llamaría Kataller Toyama, con lo que el Hokuriko ALO's dejó de existir.